# Flaminica
Die Flaminica war die Ehefrau eines Flamen, eines Priesters im Staatskult des antiken Rom. Insbesondere wurde die Frau des Flamen Dialis, des Priesters des obersten Gottes Iuppiter Optimus Maximus, als Flaminica (Dialis) bezeichnet. Die Ehe musste durch die besonderen Verbindungen vorbehaltene Zeremonie der Confarreatio geschlossen werden und war unauflöslich.
Die Flaminica Dialis nahm am Priesteramt ihres Mannes teil, so opferte sie an den Nundinae in der Regia dem Iuppiter einen Widder. Sie spielte eine Rolle bei den Argei, einem etwas rätselhaften Fest, bei dem am 14. Mai vom Pons Sublicius 27 Strohpuppen in den Tiber geworfen wurden. Dort trat sie als eine Trauernde auf, mit ungekämmtem und ungeschmücktem Haar.
Die Flaminica Dialis trug ein rotes Kleid, einen gelben Schleier (flammeum) und Sandalen aus dem Leder eines Opfertieres. Als Kopfschmuck trug sie den Zweig eines arbor felix („Glücksbaum“, ein den Göttern, insbesondere dem Iuppiter geweihter Baum). Ihre typische Frisur war der Tutulus.